# 池田達郎
池田 達郎（いけだ たつろう、1966年11月3日 - ）は、NHKのシニアアナウンサー。

## 人物
熊本県下益城郡小川町（現：宇城市）出身。真和高等学校を経て、筑波大学第一学群人文学類、同大学院修士課程教育研究科を修了後、1991年に入局。

## 嗜好・挿話
- 筑波大学時代は少林寺拳法を嗜み、関東大会優勝・全国3位という実績を持つ。本人曰く「その当時の体育会気質が抜けず、後輩にとって怖い存在である」と自認している[3]。
- 2018年4月に熊本放送局に異動した際には髪が白くなっている。その後2020年4月より西東大の後任として、放送部副部長を務めた。

## 現在の担当番組
- 福島県のニュース・中継・リポート
- おはよう福島
- ニュース845ふくしま

## 過去の主な担当番組・業務
岡山放送局時代（1991年6月  - 1995年7月）
- 岡山県のニュース・中継・リポート
- イブニングネットワークおかやま

熊本放送局時代（1度目）（1995年8月 - 1998年7月）
- 熊本県のニュース・中継・リポート
- ひのくにワイド（キャスター）

福岡放送局時代（1998年8月 - 2001年7月）
- 福岡県・九州沖縄のニュース
- おっしょい!福岡 （キャスター）

東京アナウンス室時代（1度目）（2001年8月 - 2003年度）
- NHKニュースおはよう日本
  - アジア&ワールド担当（2002年4月1日 - 2004年3月26日）
  - 柿沼郭のキャスター代行（2003年8月4日 - 15日）

熊本放送局時代（2度目）（2004年度 - 2006年度）
- ひのくにYOU（2005年4月 - 2007年3月）- キャスター
- 熊本県のニュース

東京アナウンス室時代（2度目）（2007年度 - 2014年度）
- さすらいのドッグトレーナー - キャスター
- 地域発!ぐるっと日本（2009年4月 - 2010年3月）- キャスター
- 首都圏ニュース845（2007年4月2日 - 2011年4月1日）- キャスター
- 首都圏ネットワーク（2007年4月2日 - 2012年3月30日）
- 新日本紀行ふたたび - ナレーション
- 衆院選2009 開票速報（2009年8月30日・31日） - 関東ローカルパートのキャスター
- 気象情報（2011年4月 - 2012年3月）- 平日 19:58・ナレーション
- NHKニュース
  - 平日 15:07 関東甲信越地方向け・キャスター（2011年4月 - 2012年3月 ほか）
  - 祝日を除く月曜 - 金曜午前10時 （2013年4月1日 - 2015年3月27日）
- お元気ですか日本列島（2012年4月3日 - 2013年3月21日）- キャスター
- NHKニュースおはよう日本
  - ニュースリーダー（祝日を除く月曜 - 金曜）（2013年4月1日 - 2015年3月27日）
    - 関東甲信越〔6:25 - 6:29〕のニュース・気象情報も兼務

  - 阿部渉の代理キャスター
    - 2013年8月12日 - 16日
    - 2014年8月11日 - 15日

  - 近田雄一の代理キャスター
    - 2013年9月8日・14日 - 16日
    - 2014年2月8日・9日・10月5日
- NHKニュース（2013年12月30日・31日）
- ワイルドライフ 第171回（BSプレミアム、2014年8月11日）- ナレーション

名古屋放送局時代（2015年度 - 2017年度）
- ほっとイブニング（2015年3月30日 - 2018年3月30日） - キャスター
- 東海3県・東海北陸のニュース
- ニュース845（不定期）

熊本放送局時代（3度目）（2018年度 - 2022年6月）
- クマロク!（2018年4月9日 - 2020年3月27日） - キャスター、石井隆広と隔週担当
- ニュース845くまもと（不定期）
- ニュースウオッチ9（2018年8月20日 - 24日・2019年8月26日 - 30日） - 滑川和男のナレーション・ニュースリーダー代行
- ニュースきょう一日（2019年8月26日 - 30日） - 滑川和男のナレーション・ニュースリーダー代行
- 放送部副部長業務（2020年4月-2022年6月）
- クマロク！（編集責任者）
- テレメッセくまもと（編集責任者）
- はっけんTV・熊本（編集責任者）
- くまもとの風（編集責任者）
- 熊本放送局制作番組の編集責任者
- 緊急報道（熊本放送局発）

東京アナウンス室時代（3度目）（2022年7月 - 2025年6月）
- ラジオ正午ニュース（キャスター） 2022年11月14日 - 2023年3月24日
- Nらじ（午後7時台キャスター）2022年11月14日 - 2023年3月24日
  - ※上記2番組は祝日を除く月曜 - 金曜に小西政親と隔週担当
- 安心ラジオ（2022年11月7日 - 2023年3月）
  - 小西政親と隔週担当で、小西がNらじを担当しない週に担当。
- 国会中継（随時）（2023年4月 - 2025年6月）
- 地方局への出張（ローカルニュースの担当）
  - 福岡放送局
  - ニュース645福岡-2025年4月19日
  - 富山放送局
    - ニュースとやま845 - 2022年7月27日、9月20日
    - おはよう富山 - 2022年7月28日
    - 富山県のニュース - 2022年7月29日、9月21日

  - 福井放送局
    - ニュースザウルス845 - 2022年8月30日、8月31日、9月1日、9月2日

  - 長野放送局
    - 信州845 - 2022年9月5日、10月12日、10月13日
    - 長野県のニュース - 2022年9月6日 - 7日、10月11日、10月14日、10月26日 - 27日、11月8日 - 10日
- 首都圏ネットワーク（ニュースリーダー）2022年7月25日 - 2023年3月31日[4]
  - ニュース（主に関東ローカル）など

福島放送局時代（2025年7月 - ）